# Jakob Wendelius

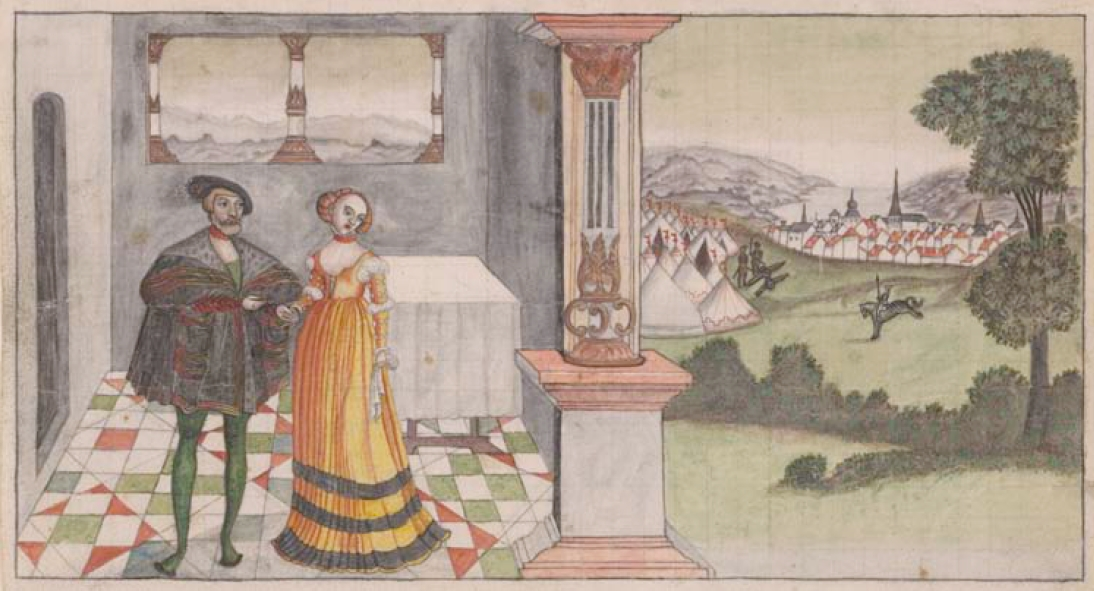
Gripsholmstavlorna, scen 1. En man och en kvinna träffas för ett privat samtal.

Jakob Wendelius, född 1695 i Pedersöre socken, Vasa, Finland, död 26 februari 1754 i Stockholm, var en svensk tecknare, etsare och målare.
Han var son till kyrkoherden Johan Wendelius och Magdalena Clerck. Wendelius kom tillsammans med sina föräldrar som flykting till Sverige under stora nordiska kriget 1715. Han studerade teckning och etsning för fortifikationslöjtnanten Gustaf Torshell. Han antogs som ritare och formsnidare vid Antikvitetsverket 1720. Hans arbetsuppgift var att utföra träsnitt och etsningar med medeltida sigill, runstenar och andra historiska minnesmärken efter egna eller andras teckningar. För Antikvitetsverket graverade han 1741 åtta scener ur S:t Henriks liv, efter cenotafiet i Nousis kyrka. När det gustavianska gravkoret i Riddarholmskyrkan öppnades för besiktning 1744 passade han på att avbilda kistorna. Teckningarna graverades senare av Carl Erik Bergquist och gavs ut postumt 1762 med en utförlig textbeskrivning av Wendelius. Som målare utförde han 1722 ett flertal akvarellkopior av Gustav Vasas reformationstavlor, varav några förvaras i Kungliga biblioteket i Stockholm.
Wendelius utförde år 1722 akvarellkopior av de så kallade Gripsholmstavlorna eller Triumftavlorna, vilka avbildar scener ur Erik XIV:s regenttid.